# 5924 Теруо
5924 Те́руо (5924 Teruo) — астероїд головного поясу, відкритий 7 лютого 1994 року.
Тіссеранів параметр щодо Юпітера — 3,550.
Названо на честь Теруо (яп. てるお(照雄) теруо).